# 황갈색멧밭쥐
황갈색멧밭쥐(Reithrodontomys fulvescens)는 비단털쥐과에 속하는 설치류의 일종이다. 엘살바도르와 과테말라, 온두라스, 멕시코, 니카라과, 미국에서 발견된다.

## 특징
약 17종의 아종이 알려져 있으며, 크기와 색이 다양하다. 전체 몸길이는 약 134~189mm이고, 꼬리 길이는 73~116mm이다. 털은 누르스름한 담황색 또는 황갈색을 띠고 비교적 거칠며, 검은색 조모와 하체의 연한 띠무늬 털이 섞여서 줄무늬와 얼룩무늬 효과가 난다. 검은 줄무늬가 등 쪽 가운데를 따라 이어지기도 한다. 하체는 회색빛 흰색이고 담황색이 색조를 띨 때도 있다. 다소 큰 털북숭이멧밭쥐(Reithrodontomys hirsutus)와 구별되는 특징은 털과 두개골 특징, 연한 색의 꼬리 아랫면, 희거나 담황색의 뒷발 등이다. 핵형은 2n=50이다.